# Paulianiobia indica
Paulianiobia indica är en insektsart som beskrevs av Vitaly Michailovitsh Dirsh och Mirzayans 1971. Paulianiobia indica ingår i släktet Paulianiobia och familjen gräshoppor. Inga underarter finns listade i Catalogue of Life.